# Dagonet
Dagonet ist in der Artuslegende der Hofnarr von König Artus und ein Ritter der Tafelrunde. Er war früher der Narr von Uther Pendragon. Er wird meist als unfähiger Feigling dargestellt, der nur im Scherz zum Ritter geschlagen wurde, so etwa in Thomas Malorys Le Morte Darthur (1485).

## Geschichten von Dagonet
Im Morte Darthur heißt esEinmal wurde Dagonet anstelle von Sir Mordred in den Kampf geschickt, weil dieser verletzt war und weder seine Rüstung noch seinen Schild tragen konnte. So wurde Dagonet in dessen Harnisch gekleidet, mit dessen Schild und Speer ausgestattet und auf ein Streitross gesetzt. Großspurig sagte er: „Nun zeigt mir den Ritter und ich werde ihn zu Boden werfen.“ Die Schar der Ritter begab sich nun zu einem Wäldchen und erwartete König Marke, gegen den er antreten sollte. Da schickten sie ihm Sir Dagonet entgegen und dieser schrie so laut er konnte: „Sieh Dich vor Ritter aus Cornwall, denn ich werde dich erschlagen!“ König Marke dachte bei sich: ‚Jener dort ist Sir Lancelot, nun bin ich verloren.‘ Er wendete sein Pferd und floh, während Dagonet ihn schreiend verfolgte und durch die Wälder hetzte. Als die übrigen Ritter sahen, wie Dagonet König Marke nachjagte, lachten sie hölzern. Dann folgten sie ihnen, denn sie wollten nicht, dass Dagonet zu Schaden kam, denn König Artus liebte ihn sehr, so dass er ihn eigenhändig zum Ritter schlug. Hernach zogen die Ritter aus und schrien und jagten König Marke, dass der Wald von ihrem Lärm widerhallte.
In den Idylls of the King‚Sir’ Dagonet erscheint während des Letzten Turnieres. Der Narr ist der einzige am Hof, der das kommende Schicksal des Königreiches voraussehen kann. Er verspottet die pflichtvergessenen Ritter, die ihren Schwur gebrochen haben, und erklärt, dass er und Arthur die Musik von Gottes Plans hörten, obgleich es die anderen nicht können.
In der Verfilmung King Arthur von 2004Dagonet (Ray Stevenson) wird hier als ein tapferer Ritter dargestellt, der sich für seine Kameraden opfert, indem er auf einem gefrorenen See eine Sachsenarmee zum Einbrechen bringt. Er selbst kommt dabei um, rettet so aber den anderen Rittern das Leben.